# Richard Shelby
Richard Craig „Dick” Shelby (ur. 6 maja 1934 w Birmingham w Alabamie) – amerykański polityk ze stanu Alabama, w latach 1987-2023 reprezentował ten stan w Senacie Stanów Zjednoczonych. Był przewodniczącym Senate Committee on Banking, Housing & Urban Affairs (budownictwo i urbanizacja). 
Wybrany początkowo jako członek Partii Demokratycznej, w roku 1994, kiedy Partia Republikańska zdobyła większość w Kongresie, przystąpił do niej.
Shelby, aczkolwiek uchodzący od początków swojej kariery za konserwatystę, uchodzi mimo to za jednego z bardziej niezależnych republikanów w Senacie, czemu parokrotnie dawał wyraz.

## Przed rozpoczęciem kariery politycznej
Urodził się w Birmingham (Alabama). Kursy prawnicze na University of Alabama ukończył w 1957, zaś dyplom adwokacki uzyskał w 1963.
Po ukończeniu studiów prowadził m.in. własną praktykę w Tuscaloosa (1963–1978). Jest członkiem American Bar Association, Alabama Bar Association, Alabama Law Institute, oraz Phi Alpha Delta legal fraternity.
Jest żonaty z Annette Nevin, z którą ma dwóch synów: Richarda juniora i Claude’a Nevina. Claude i jego żona Lisa mają z kolei dwie córkę Anna Elizabeth Shelby oraz syna Williama Nevina Shelby'ego.

## Wczesna kariera publiczna
- Prokurator miejski (1963–1971)
- Specjalny asystent stanowego prokuratora generalnego (1969–1971)
- Stanowy Senator Alabamy (1971–1979)
- Członek Izby Reprezentantów USA z 7. okręgu Alabamy (1979–1987)

## Senator Stanów Zjednoczonych

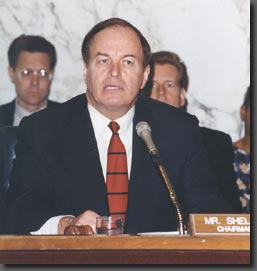
Jako przewodniczący komitetu ds. budownictwa

W roku 1986 uzyskał nominację demokratów na senatora i pokonał w wyborach Jeremiaha Dentona, emerytowanego admirała i pierwszego republikanina wybranego do Senatu. Wybory wygrał niewielką większością. W 1992 wybrano go ponownie, tym razem dużą przewagą, choć kandydat demokratów na prezydenta Bill Clinton przegrał wybory w Alabamie. Zasiada więc w senacie od dnia 3 stycznia 1987. Spędził w Senacie 36 lat, w 2022 odszedł na polityczną emeryturę, a jego miejsce w izbie wyższej zajęła Katie Britt.

### Zarówno DINO i RINO?
Co ciekawe Shelby był początkowo zaliczany do Demokratów tylko z nazwy (DINO), ze względu na swoje bardziej konserwatywne poglądy (popierał politykę prezydenta Ronalda Reagana, oraz sprzeciwiał się w większości polityce Clintona).
Po przejściu jednak do republikanów niektórzy, choć poglądy tej partii odpowiadają mu o wiele bardziej, niż u demokratów, niektórzy z kolei zaliczają go, z racji większej niezależności, do Republikanów tylko z nazwy (RINO), co wydaje się przesadą, aczkolwiek głosował m.in. jako jeden z zaledwie 10 republikańskich senatorów (innymi byli John Chafee z Rhode Island, Olympia Snowe z Maine, Susan Collins z Maine, Arlen Specter z Pensylwanii, Jim Jeffords z Vermont, Slade Gorton z Waszyngtonu, Fred Thompson z Tennessee, John Warner z Wirginii i Ted Stevens z Alaski) przeciwko jednemu z dwóch oskarżeń wobec prezydenta Clintona podczas jego procesu w Senacie w 1999. Ci senatorzy znaleźli się potem w ogniu krytyki partii, której bardzo zależało na usunięciu Clintona z urzędu, co się wówczas, m.in. dzięki ich postawie, nie udało.
Shelby głosował też, jeszcze jako demokrata, przeciwko kandydaturze Roberta Borka do Sądu Najwyższego, ale popierał Samuela Alito w 2006, który uchodzi za osobę o takich samych poglądach co Bork. Sprzeciwiał się też układzie o powołaniu NAFTY.

### Poglądy polityczne
Shelby opowiada się przeciwko prawu do przerywania ciąży, ograniczeniu prawa do posiadania broni oraz możliwości zawierania legalnych związków osób tej samej płci. Jest też zwolennikiem uczynienia z języka angielskiego jedynego oficjalnego języka w USA. Popiera też kontrowersyjny USA Patriot Act i interwencję w Iraku.

### Rankingi grup zainteresowanych
Różne grupy nacisku przyznały Shelby’emu ostatnio odpowiednią liczbę punktów w stosunku do ich stanowisk i jego głosowań:
- Unia Swobód Obywatelskich: 11
- Chrześcijańska Koalicja: 100 (maksimum)
- Liga Obrońców Środowiska: 0 (nic)
- Liga Podatników: 65

### Zdrowie
Shelby wyleczył się skutecznie z raka prostaty.